# Algueña
Algueña – gmina w Hiszpanii, w prowincji Alicante, we wspólnocie autonomicznej Walencja, o powierzchni 18,43 km². W 2011 roku liczyła 1527 mieszkańców.
Klimat jest typowo śródziemnomorski: suchy, z surowymi i chłodnymi zimami, spokojnymi latami i ogólnie niewielkimi opadami deszczu.